# Corbettia lamottei
Corbettia lamottei là một loài côn trùng cánh nửa trong họ Aleyrodidae, phân họ Aleyrodinae.
Corbettia lamottei được Cohic miêu tả khoa học đầu tiên năm 1969.